# Talhado (quilombo)
O Quilombo do Talhado é uma comunidade quilombola localizada em Santa Luzia, município brasileiro no estado da Paraíba. O quilombo teria sido fundado, no topo da serra homônima, pelo negro Zé Bento em 1860.
Zé Bento, sua família e mais um grupo de pessoas negras que possuíam algum parentesco,  de inicio, firmaram habitação na Pitombeira, mas lá não possuía matéria para que o grupo trabalha-se, os materiais eram (madeira e barro), eles eram utilizados para a fabricação de louça. Então Zé Bento deixa alguns daqueles que vinham com ele, e parte em busca de um novo ambiente, fixando-se onde na atualidade se chama quilombo do Talhado.